# Моурхеон-и-Ачет, Хуан де ла Крус
Хуан де ла Крус Моурхеон-и-Ачет (исп. Juan de la Cruz Mourgeon y Achet, ?-1822) — испанский военный и колониальный администратор.

## Биография
В 1790 году вступил в армию, участвовал в войне первой коалиции. В 1795 году был произведён в лейтенанты, в 1798 году стал майором. В 1801 году воевал в Португалии. В 1804 году ему было приказано отправиться в испанскую провинцию Техас, но по неизвестной причине он отказался и предстал перед военным трибуналом за нарушение субординации.
После того, как Наполеон посадил на испанский трон своего брата, стал воевать против французов, в 1808 году участвовал в сражении при Байлене, был произведён в полковники. В октябре участвовал в обороне Лерина и попал во французский плен. Смог бежать и добрался до Кадиса, где в июле 1810 года был произведён в бригадные генералы. После сражения при Ла-Альбуэре был произведён в фельдмаршалы и назначен генерал-комендантом Астурии. После изгнания французов был поставлен во главе Резервных войск.
В 1819 году стал титулярным вице-королём Новой Гранады (в то время Новая Гранада уже полностью находилась в руках повстанцев). В 1821 году получил пост генерал-капитана и президента Королевской аудиенсии Кито с заданием вернуть эти земли под власть короны. Взяв войска из Пуэрто-Кабельо и Панамы, он 23 ноября 1821 года высадился в Атакамесе, имея с собой 800 человек, и, призывая рабов вступать в королевские войска в обмен на свободу, двинулся на Кито, куда прибыл в декабре. Из Кито Хуан де ла Крус Морхеон написал письмо Симону Боливару, признавая невозможность вернуть колонии под испанскую власть. В апреле 1822 года скончался от болезни.